# Valfurva (valle)
La Valfurva è una valle alpina delle Alpi Retiche meridionali (Alpi dell'Ortles),  laterale dell'Alta Valtellina, in  provincia di Sondrio, in Lombardia, lunga circa 18 km, interamente compresa nel territorio del comune di Valfurva, che collega la Val di Gavia a monte a sud-est con il fondovalle di Bormio a nord-ovest, compresa tra i 1.800 m e i 1.200 m s.l.m. circa di altitudine. Ricca di boschi e acque specie nel fondovalle, inizia nei pressi di Santa Caterina Valfurva al termine della Val di Gavia ed è attraversata dal torrente Frodolfo che raccoglie le acque di scolo delle Alpi dell'Ortles sud-occidentali. Ulteriori valli laterali sono la Val Zebru' e la Val di Cedec. Su di essa si affaccia il ghiacciaio dei Forni, considerato fino al 2000, il più grande ghiacciaio vallivo alpino italiano, posto nel settore lombardo-valtellinese del Parco nazionale dello Stelvio.

## Geografia fisica

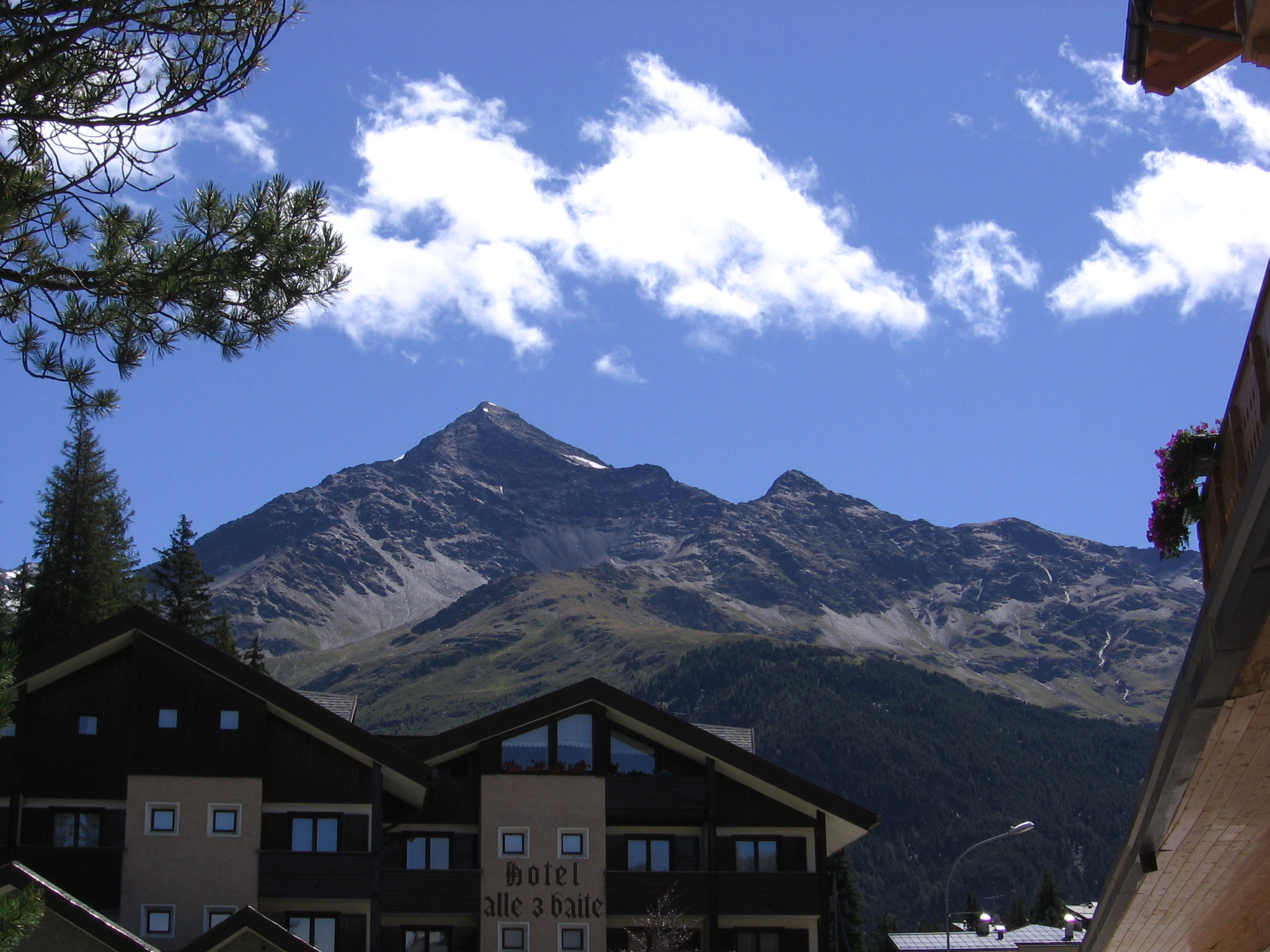
Pizzo Tresero da Santa Caterina Valfurva

### Orografia
Le principali cime del Gruppo Ortles-Cevedale, che si affacciano sulla valle sul lato lombardo sono: 
- Monte Cevedale
- Monte Rosole
- Palon de la Mare
- Monte Vioz
- Punta Taviela
- Cime di Peio
- Rocca Santa Caterina
- Punta Cadini
- Monte Giumella
- Monte San Matteo
- Punta Dosegù
- Punta Pedranzini
- Pizzo Tresero

## Galleria d'immagini

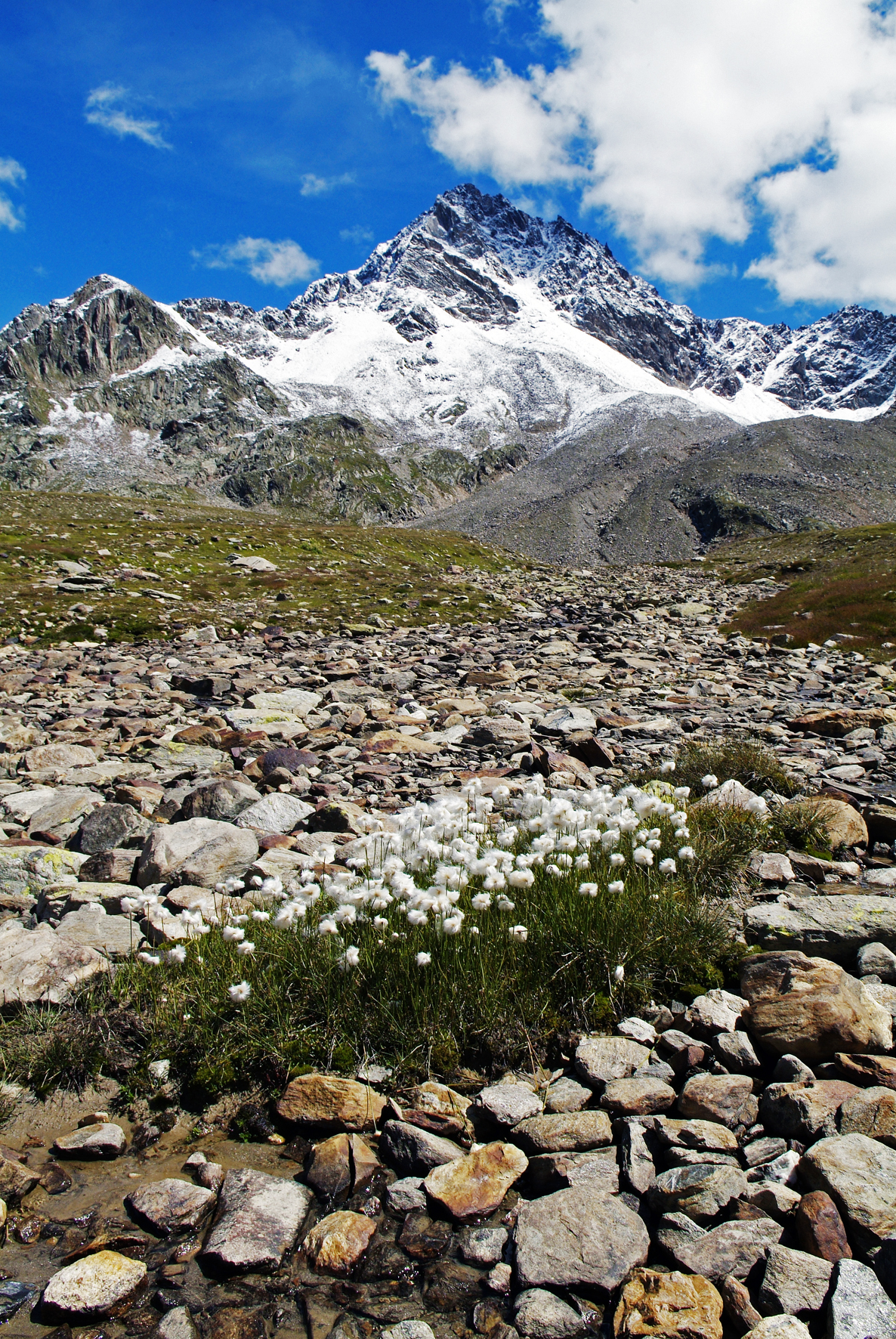
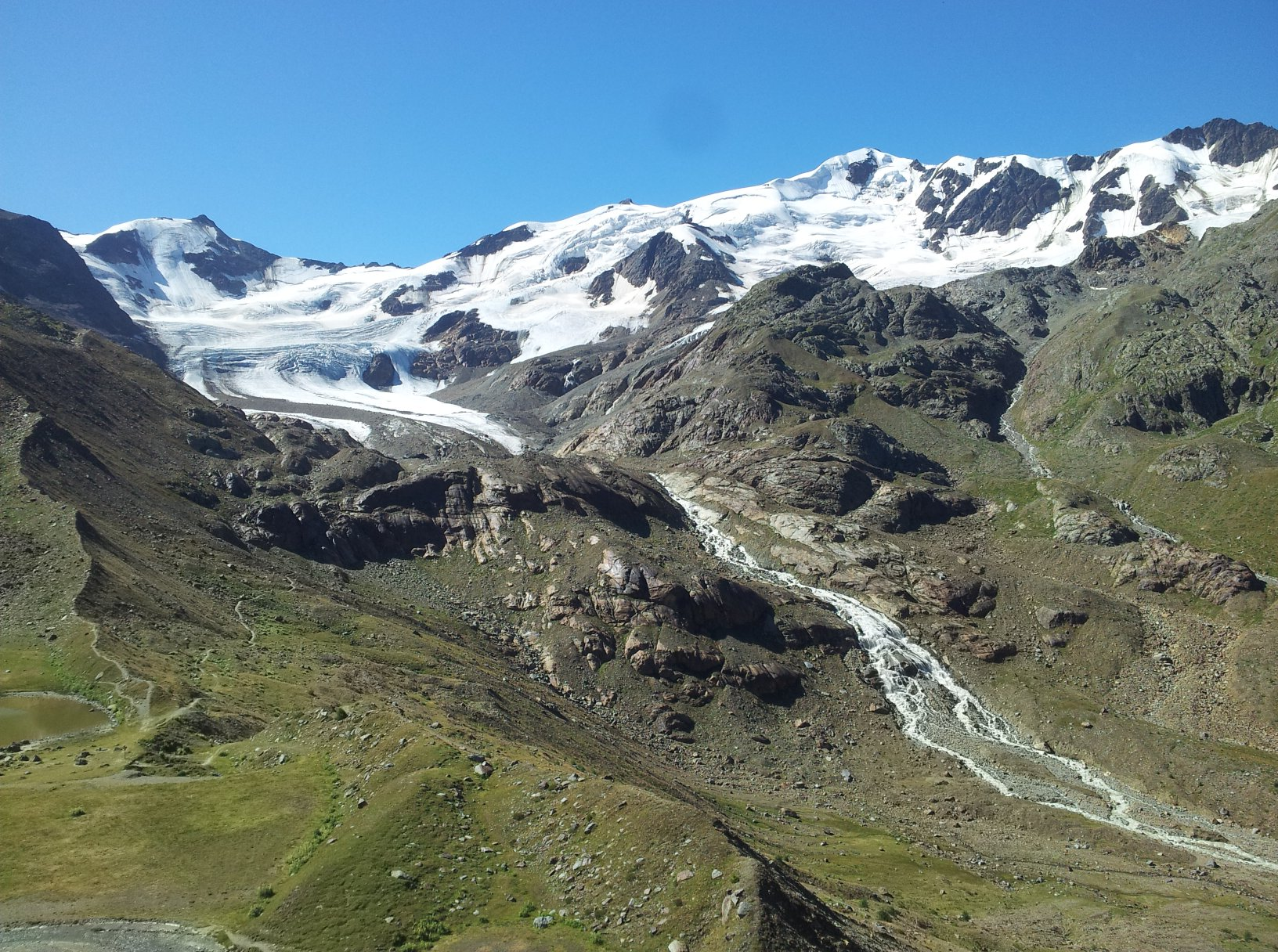
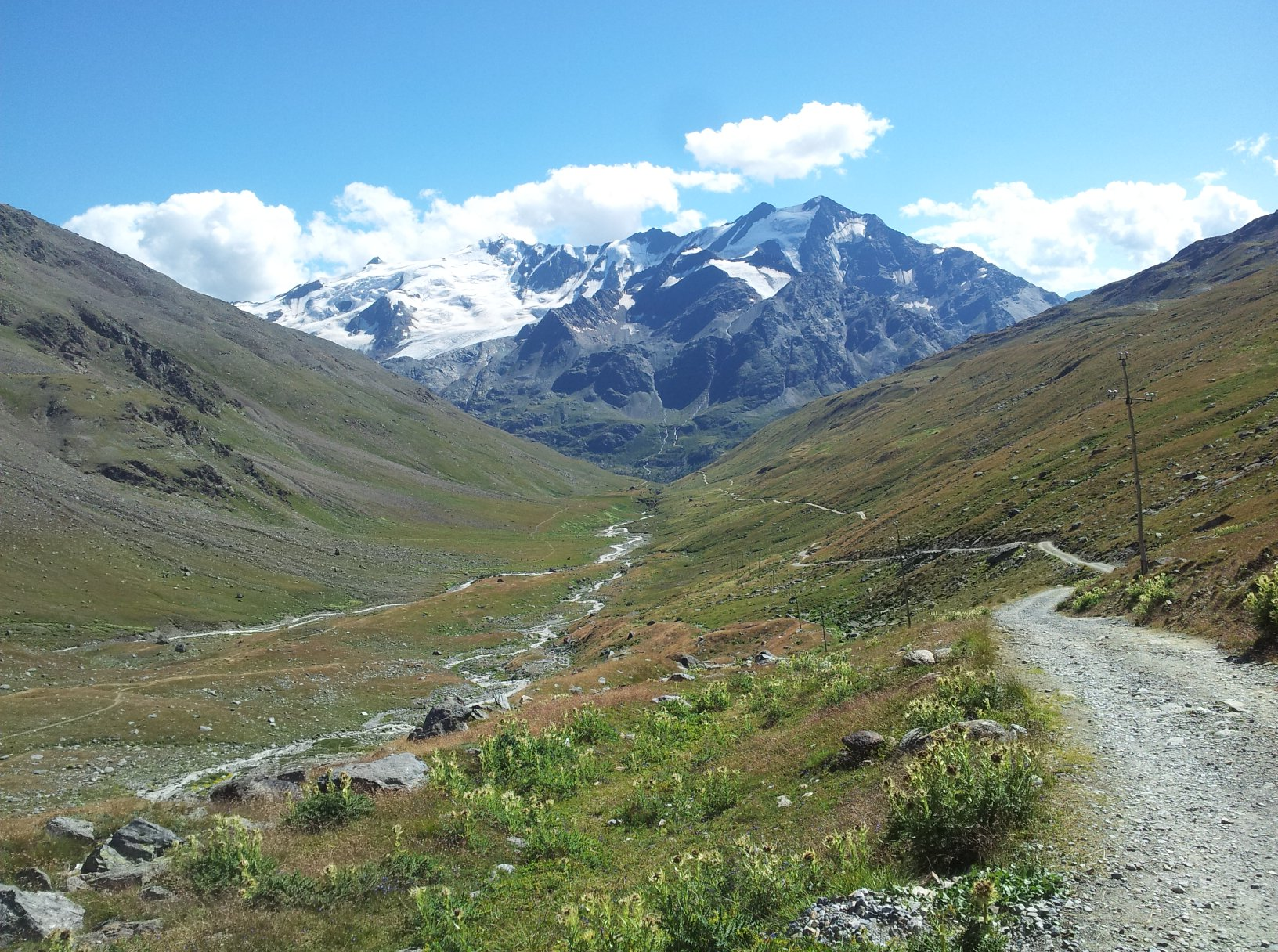
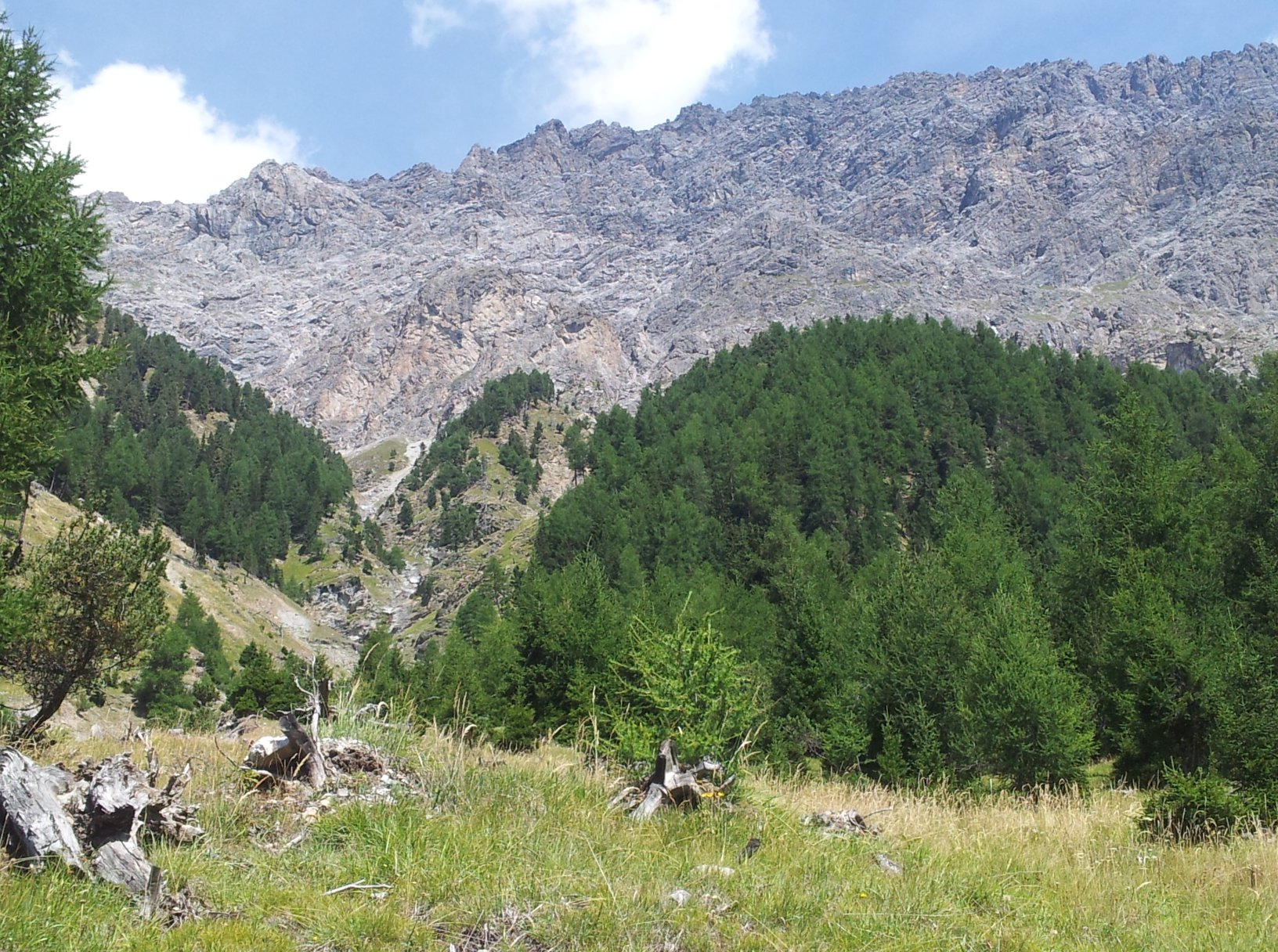

### Idrografia

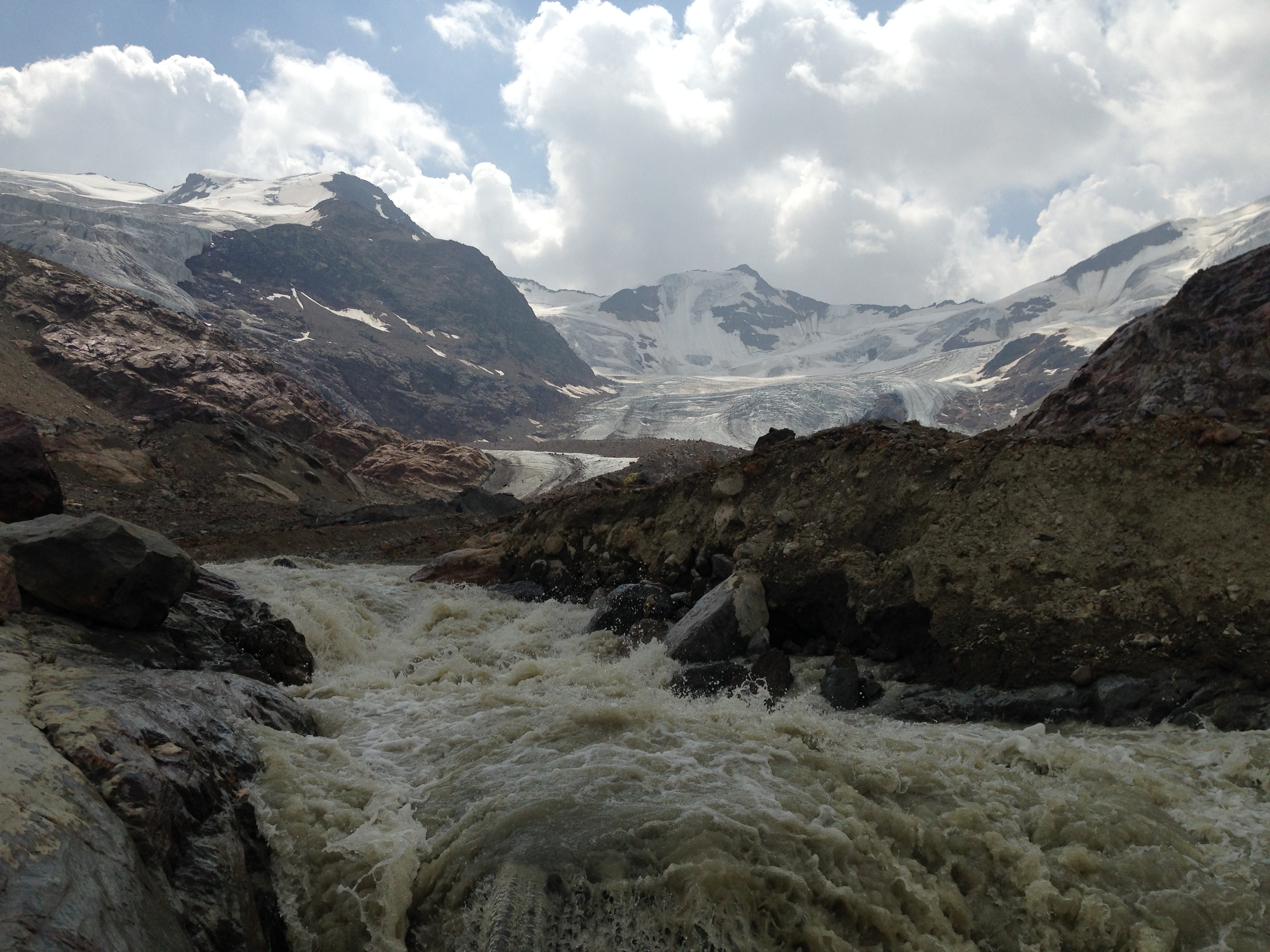
Il torrente Frodolfo e il ghiacciaio dei Forni in alto

- Torrente Frodolfo
- Torrente Cedec
- Torrente Rio Sclanera
- Torrente Zebrù
- Torrente Val di Calvarana
- Torrente Val d'Uzza

### Glaciologia
- Ghiacciaio dei Forni

### Aree naturali protette
- Parco nazionale dello Stelvio

### Rifugi e bivacchi

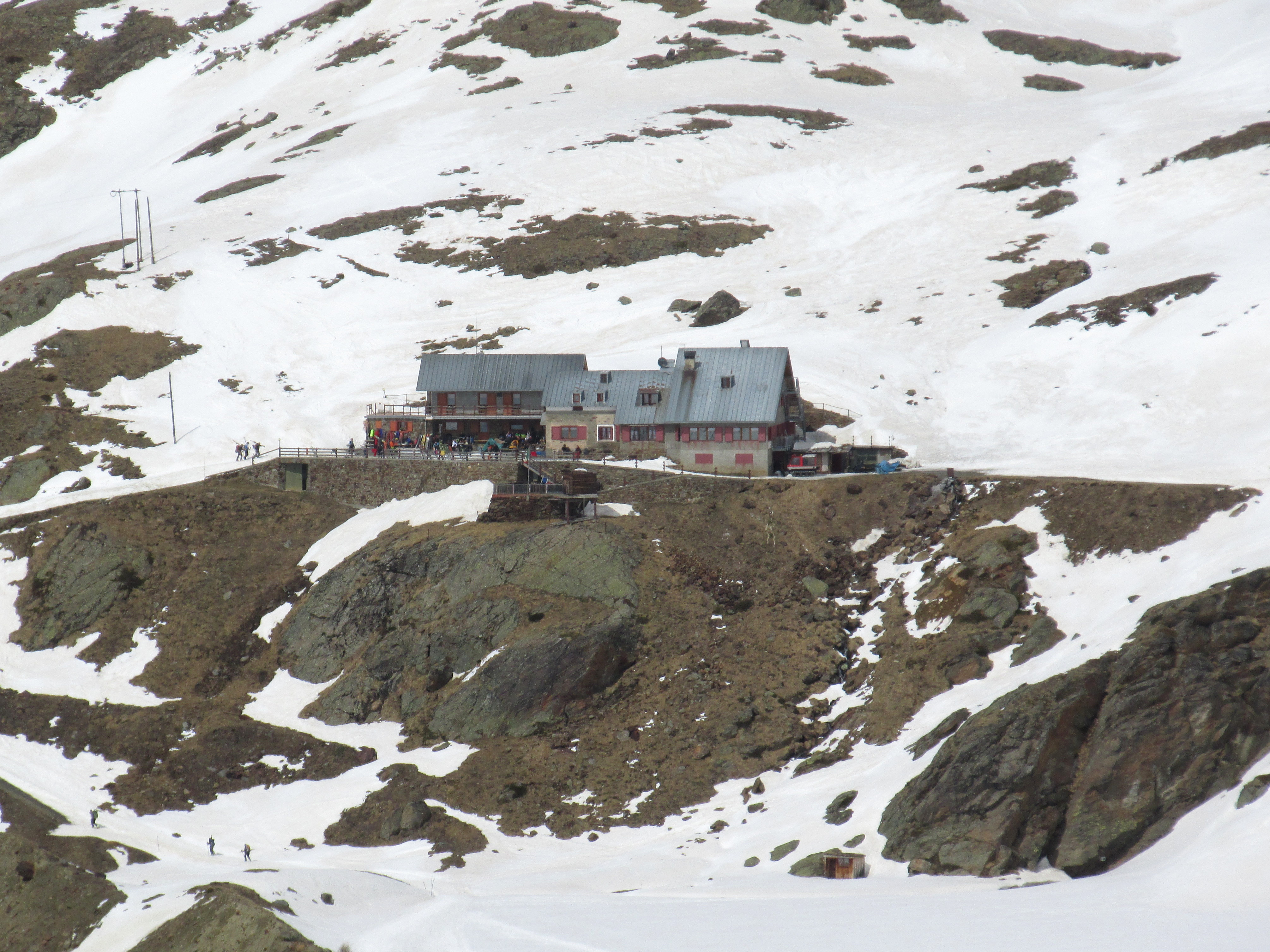
Rifugio Pizzini Frattola

- Rifugio Quinto Alpini
- Rifugio Gianni Casati
- Rifugio Guasti
- Rifugio Forni
- Rifugio Pizzini Frattola
- Rifugio Cesare Branca
- Bivacco Del Piero